# Леманов, Исмаил Номанович
Исмаил Номанович Леманов (крымскотат. İsmail Noman oğlu Lömanov; 12 марта 1871, Симферополь — 2 февраля 1942, Ленинград) — крымскотатарский филолог, тюрколог, педагог, общественный деятель. Преподаватель Крымского педагогического института (1921—1934). Сотрудник Государственной Публичной библиотеки им. М. Е. Салтыкова-Щедрина в Санкт-Петербурге (1938—1941). Погиб во время блокады Ленинграда.

## Биография
Родился 12 марта 1871 года в Симферополе в семье мещан.
Учился в Симферопольской татарской школе, а в 1890 году окончил Симферопольскую татарскую учительскую семинарию. После этого являлся народным учителем. Преподавал русский язык в начальных школах деревни Тарантание и Бахчисарая. В 1896 году уехал на год в Константинополь, где изучал турецкий язык, после чего вернулся к учительской деятельности в Крыму. С 1899 по 1903 год находился на филологических курсах в Египте, изучал арабский язык, историю и литературу. В 1903 году вошёл в редакцию газеты «Терджиман» в Бахчисарае. В 1905 году стал заведующим и преподавателем бахчисарайской частной татарской школы. Являлся членом Крымского мусульманского благотворительного общества.
В 1907 году переехал в Санкт-Петербург. Являлся вольнослушателем на факультете восточных языков Санкт-Петербургского университета. Параллельно с учёбой устроился корректором-наборщиком в Восточную типографию И. Бораганского и преподавал в татарской школе Мухлио. С 1912 по 1914 год являлся репетитором по восточным языкам. В 1915 году стал делопроизводителем по найму в мусульманской фракции Государственной думы IV созыва. Несколько месяцев входил в редакционный коллектив журнала «Миллят», издававшейся при поддержке российского парламента. С января по сентябрь 1917 года являлся казначеем в исполкоме Мусульманского Совета Петрограда. Входил в состав Государственного комитета по народному просвещению при Министерстве народного просвещения Временного правительства от национальных организаций.
В 7 апреля (25 марта) 1917 года участвовал в Съезде мусульман Крыма, состоявшемся в Симферополе. Был избран в числе 48 членов Временного крымско-мусульманского исполнительного комитета. В октябре 1917 года из-за болезни переезжает из Петрограда в Симферополь. В декабре 1917 года являлся делегатом Первого Курултая. Вплоть до 1921 года заведовал мусульманским подотделом народного образования Таврической губернии, заведовал отделением народного образования при особой комиссии о вакуфах в Симферополе, являлся членом Мусульманского комиссариата, заведовал отделом народного образования и членов Ревтрибунала, членом Мусульманской комиссии и заведующим политотделом мусульман в Крымнаробразе, являлся членом коллегии татарского подотдела Крымнаробраза и преподавателем татарской женской учительской семинарии.
С 1921 по 1934 год преподавал арабский и татарский язык, литературу и истории в Крымском педагогическом институте. Параллельно входил научно-методическую комиссию Крымского Наркомпроса, Академсовета, а затем — Академического центра Наркомпроса Крыма. Выступал с докладами на Всесоюзном тюркологическом съезде 1926 года в Баку и Всекрымской научно-орфографической конференции 1929 года. Являлся штатным сотрудником газеты «Енъи дюнья» в Симферополе.
В 1934 году, после обвинения в национализме и увольнения из института, переезжает в Ленинград, где преподаёт татарский язык на курсах редакторов и переводчиков при Ленинградском восточном институте. В апреле 1935 года по предложению турецкого кабинета Институте языка и мышления некоторое время трудится над словарём древнетюркского языка. 7 октября 1938 года его принимают на работу в Отдел национальных литератур Государственной Публичной библиотеки им. М. Е. Салтыкова-Щедрина.
18 октября 1938 года Леманова арестовывают, обвиняя в участии в пантюркском движении и работе на три иностранных государства. Из-за отсутствия состава преступления 14 июня 1939 года его восстанавливают на рабочем месте. По договору трудился в ИВ АН СССР. Во время блокады Ленинграда находился в городе. 1 декабря 1941 года уволился с работы по собственному желанию.
Скончался 2 февраля 1942 года в Ленинграде. Похоронен на Пороховском кладбище.